# جمال تاتوم
جمال تاتوم (بالإنجليزية: Jamaal Tatum)‏ مواليد 13 سبتمبر 1984 في جفرسون سيتي، هو لاعب كرة سلة أمريكي. بدأ مسيرته الاحترافية في سنة 2008. يبلغ طوله 6 قدم 2 بوصة (1.9 م). اعتزل اللعب في 2011. لعب مع شوليه باسكت ونادي فينتسبيلس لكرة السلة.

## روابط خارجية
- جمال تاتوم على موقع كرة السلة الأوروبية.كوم (الإنجليزية)
- جمال تاتوم على موقع كلية كرة السلة في سبورتس رفرنس.كوم (الإنجليزية)
- جمال تاتوم على موقع ريلجم (الإنجليزية)
- جمال تاتوم على موقع بروبوليرز (الإنجليزية)
- جمال تاتوم على موقع سبورتس رفرنس (الإنجليزية)
- جمال تاتوم على موقع سبورتس رفرنس (الإنجليزية)